# Calathea bella
Calathea bella är en strimbladsväxtart som först beskrevs av William Bull, och fick sitt nu gällande namn av Eduard August von Regel. Calathea bella ingår i släktet Calathea och familjen strimbladsväxter. Inga underarter finns listade.

## Bildgalleri

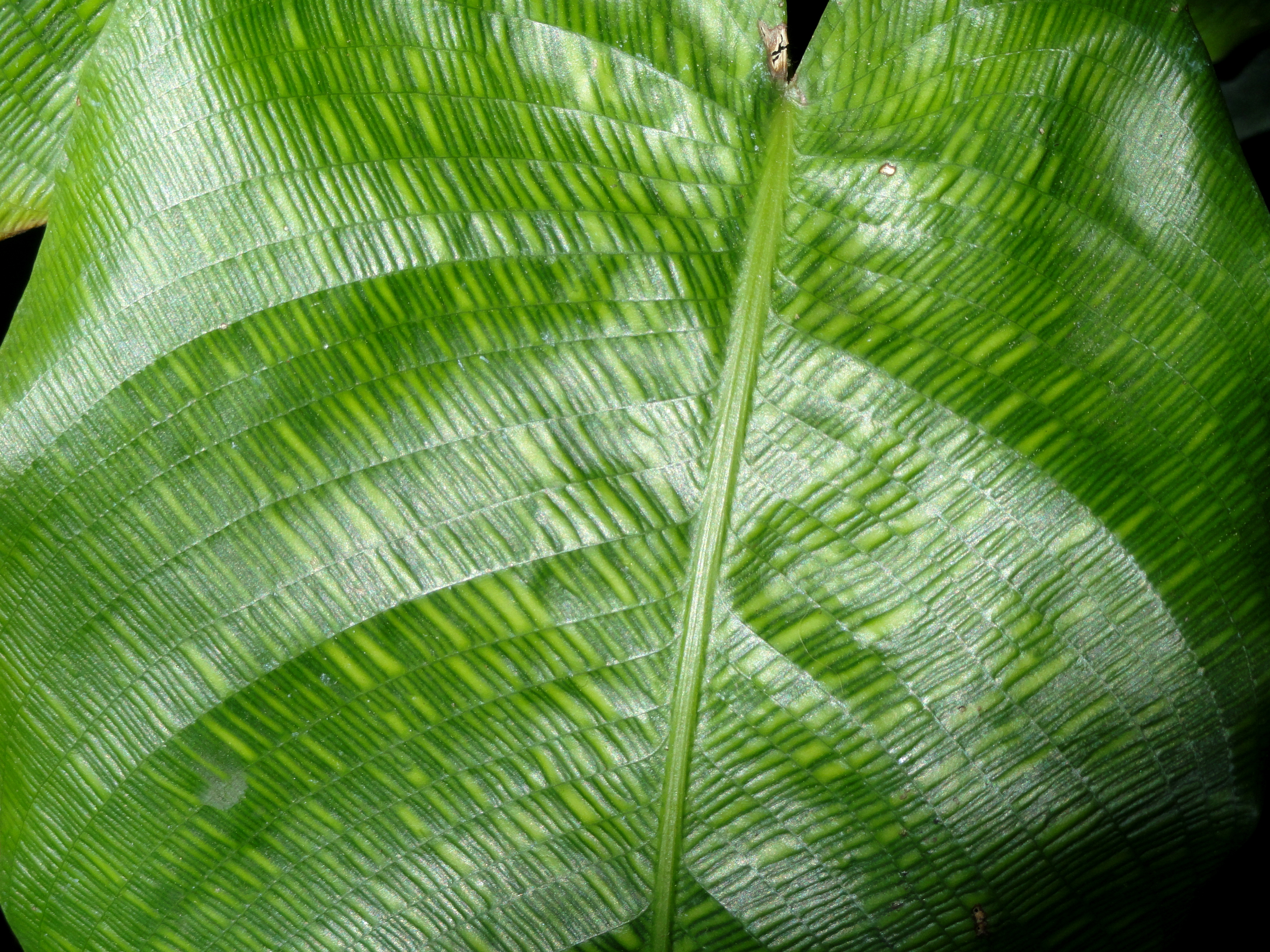
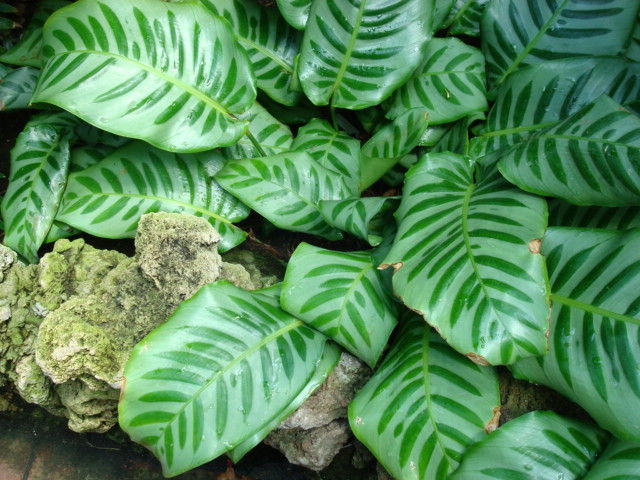